# مناورات النصر الكامل
مناورات النصر الكامل أو (بالإنجليزية: Complete Victory Maneuvers)‏ هي مناورات عسكرية تجريها الهند بين أفرع قواتها المسلحة بهدف تدريب القوات على  التعامل مع هجوم بالأسلحة النووية أو الكيميائية أو البيولوجية.